# Georg Bufler
Georg Bufler (* 30. April 1878 in Weiler im Allgäu; † 20. November 1950 ebenda) war ein deutscher Baumeister und Bauunternehmer, der 50 Jahre als Marktbaumeister von Weiler im Allgäu wirkte und das Ortsbild vor allem in der Zeit des wirtschaftlichen Aufschwungs vor dem Ersten Weltkrieg durch Wohn- und Geschäftshäuser und öffentliche Bauten prägte. 

## Leben
Nach der Volksschule besuchte Sohn Georg Bufler in Mindelheim für zwei Jahre eine Tagesfortbildungsschule und konnte so die fünfsemestrige Bauschule in München absolvieren. Er fand erste Beschäftigungen in Rheinland-Pfalz. Kehrte jedoch bald nach Weiler zurück, um das Baugeschäft seines Vaters zu übernehmen, der 1904 starb, nachdem er seinen 1903 auf dem Sandbühl oberhalb des Schulbezirks fertiggestellten Altersruhesitz nur ein Jahr genießen konnte. Mit 26 Jahren heiratete Georg Bufler 1904 Sophie Schuster, mit der er vier Söhne hatte, von denen drei das Erwachsenenalter erreichten. Die konjunkturstarken Jahre vor dem Ersten Weltkrieg brachten dem jungen Fachmann eine Fülle von Aufträgen und ermöglichten ihm, seine architektonischen Vorstellungen zu verwirklichen. 
Er gewann rasch das Vertrauen der privaten und öffentlichen Auftraggeber, was ihm schließlich auch für mehrere Jahrzehnte Jahre die Position des Marktbaumeisters (Leiter des Baureferats der Gemeinde) einbrachte. Mit der gerade eröffneten Stichbahn Röthenbach-Weiler hatte die Marktgemeinde in Eigenregie ein lange erstrebtes verkehrs- und wirtschaftspolitisches Ziel erreicht. Bufler bekam die für einen Baumeister seltene Gelegenheit, fast alle Gebäude des neuen aufstrebenden Viertels um Bahnhofsplatz und Bahnhofstraße zu gestalten.S. 51

Bauten vor dem Ersten Weltkrieg
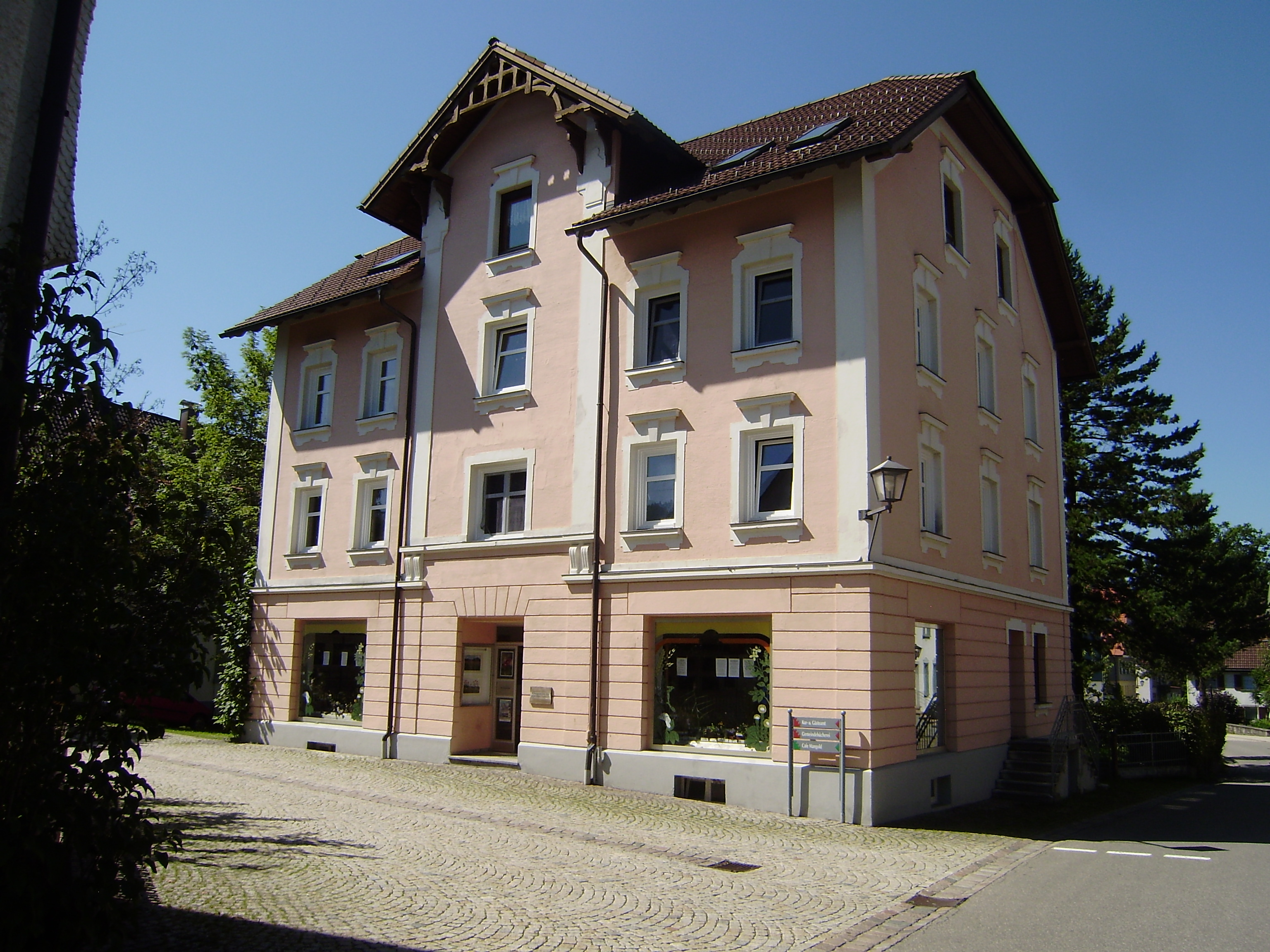
1902 Kaufhaus Heim, Pflanzenkundliche Schausammlung
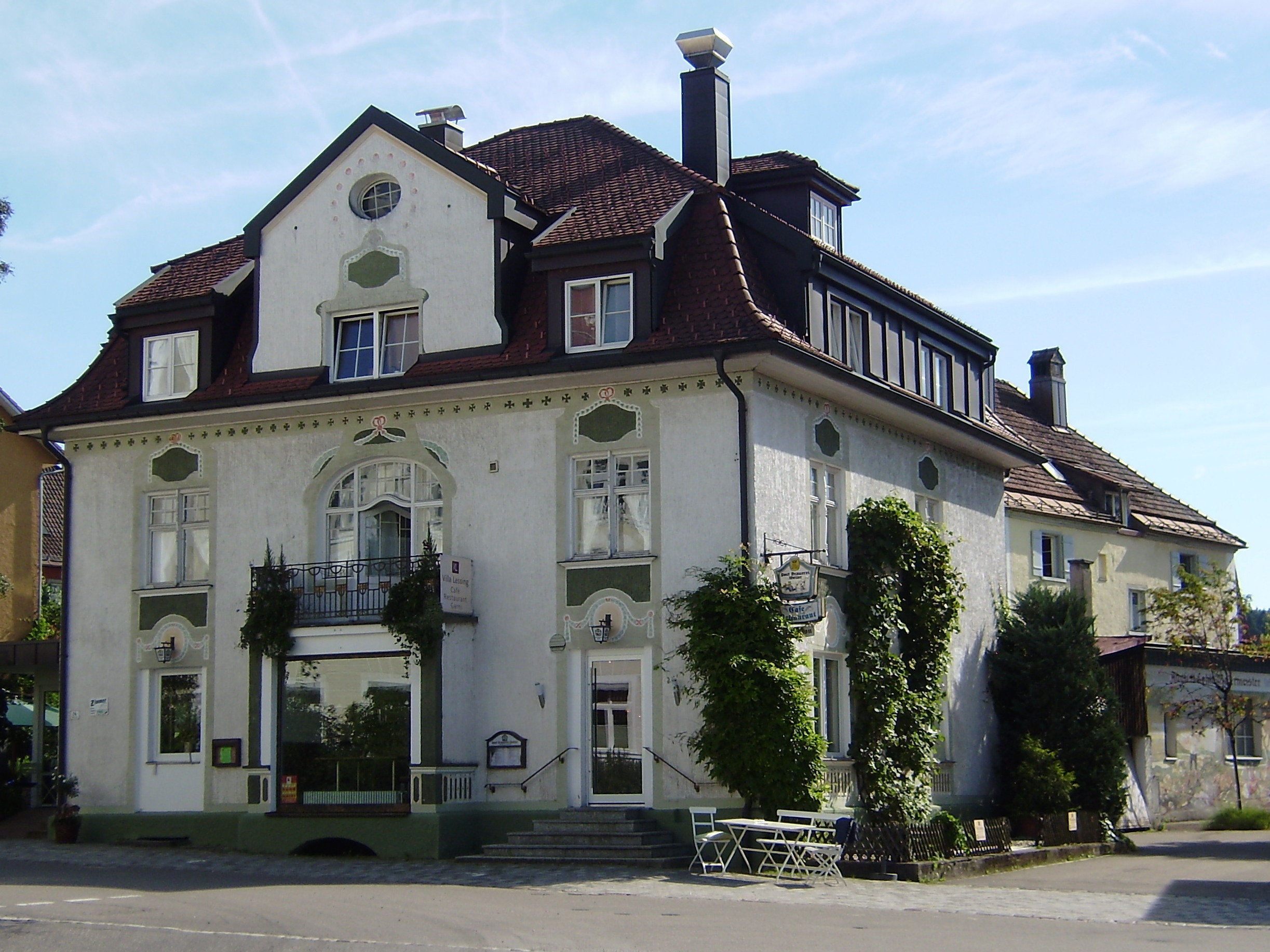
1904 Villa Inama, heute Villa Lessing
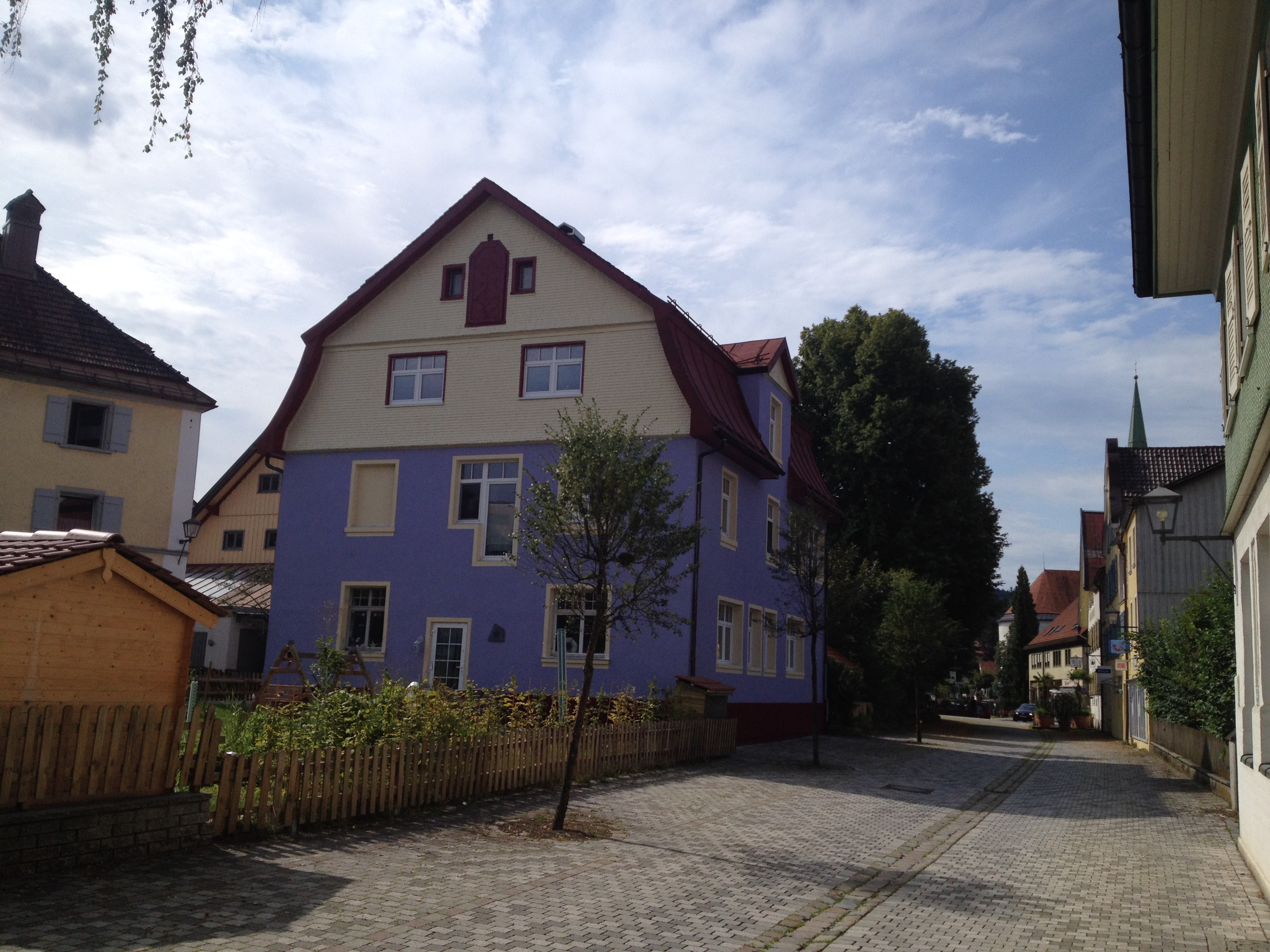
1904 Privates Wohnhaus, zuerst Zahnatelier Herz, später Geschäftshaus Sinds
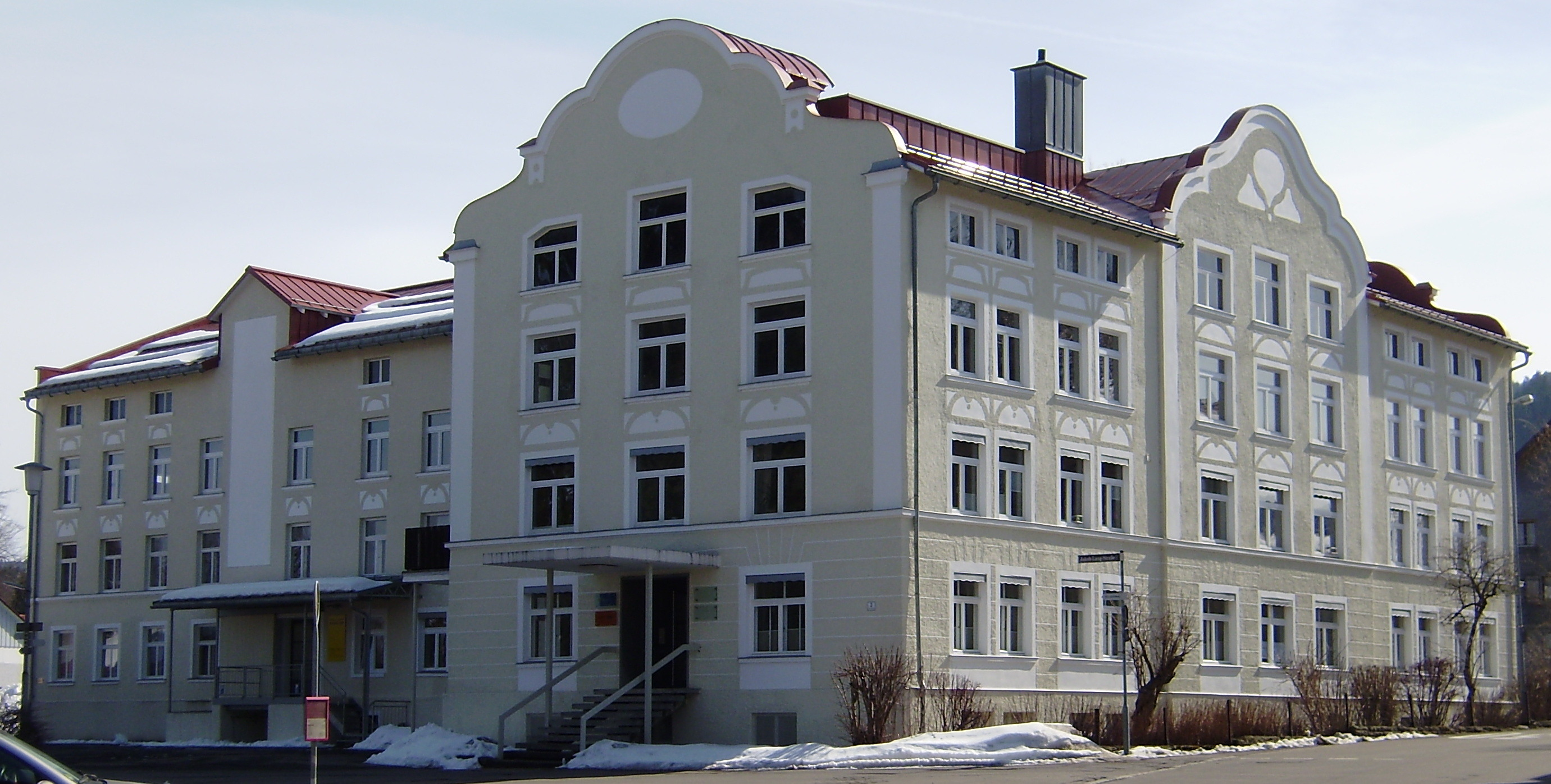
1907 Strohhutfabrik Milz & Karg, heute Strickwarenfabrik Binder-Rist
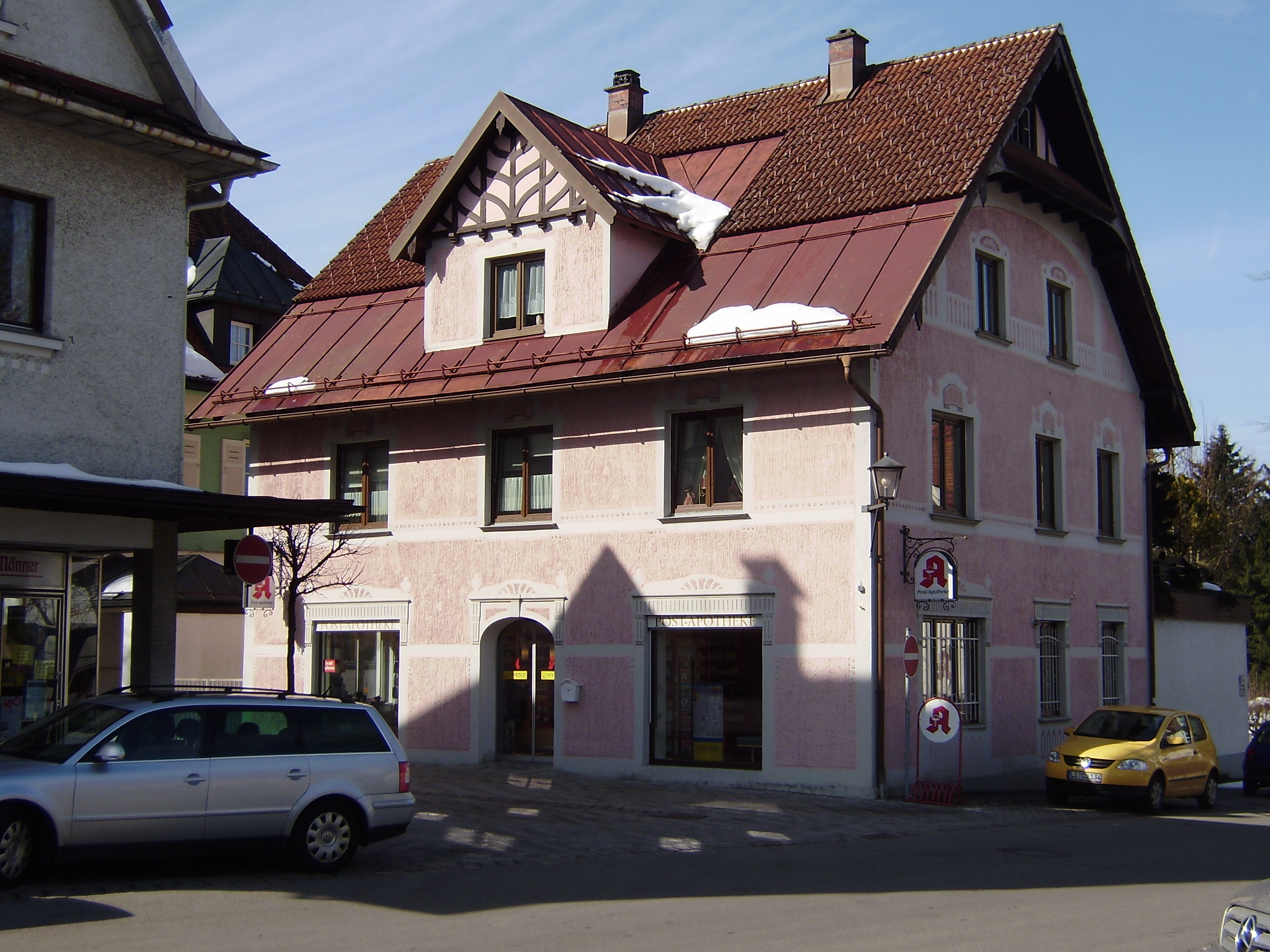
1910 Geschäftshaus Baldauf, heute Post-Apotheke
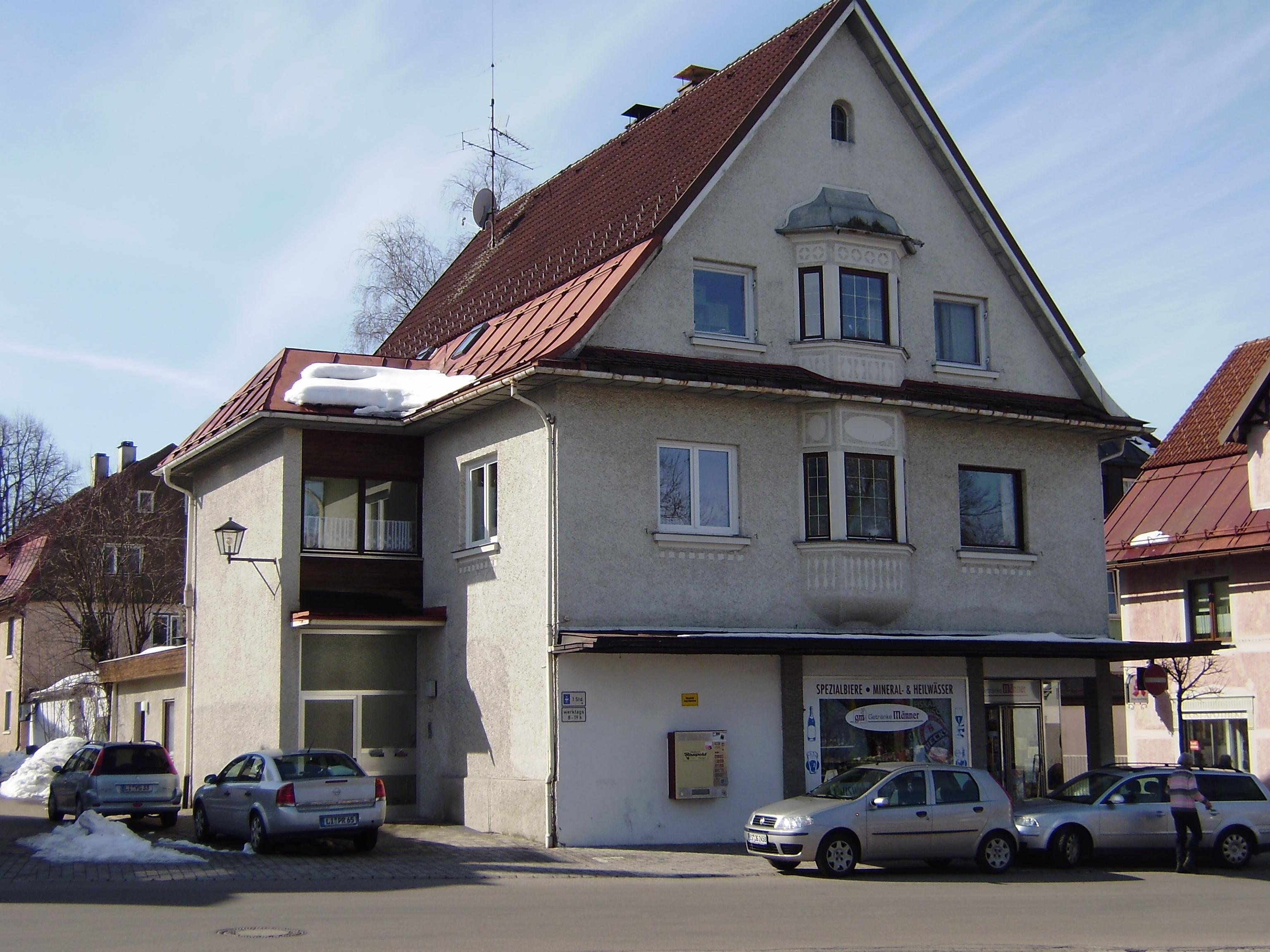
1910 Geschäftshaus Stadelmann, später Feinkost Betzler, heute Getränkemarkt
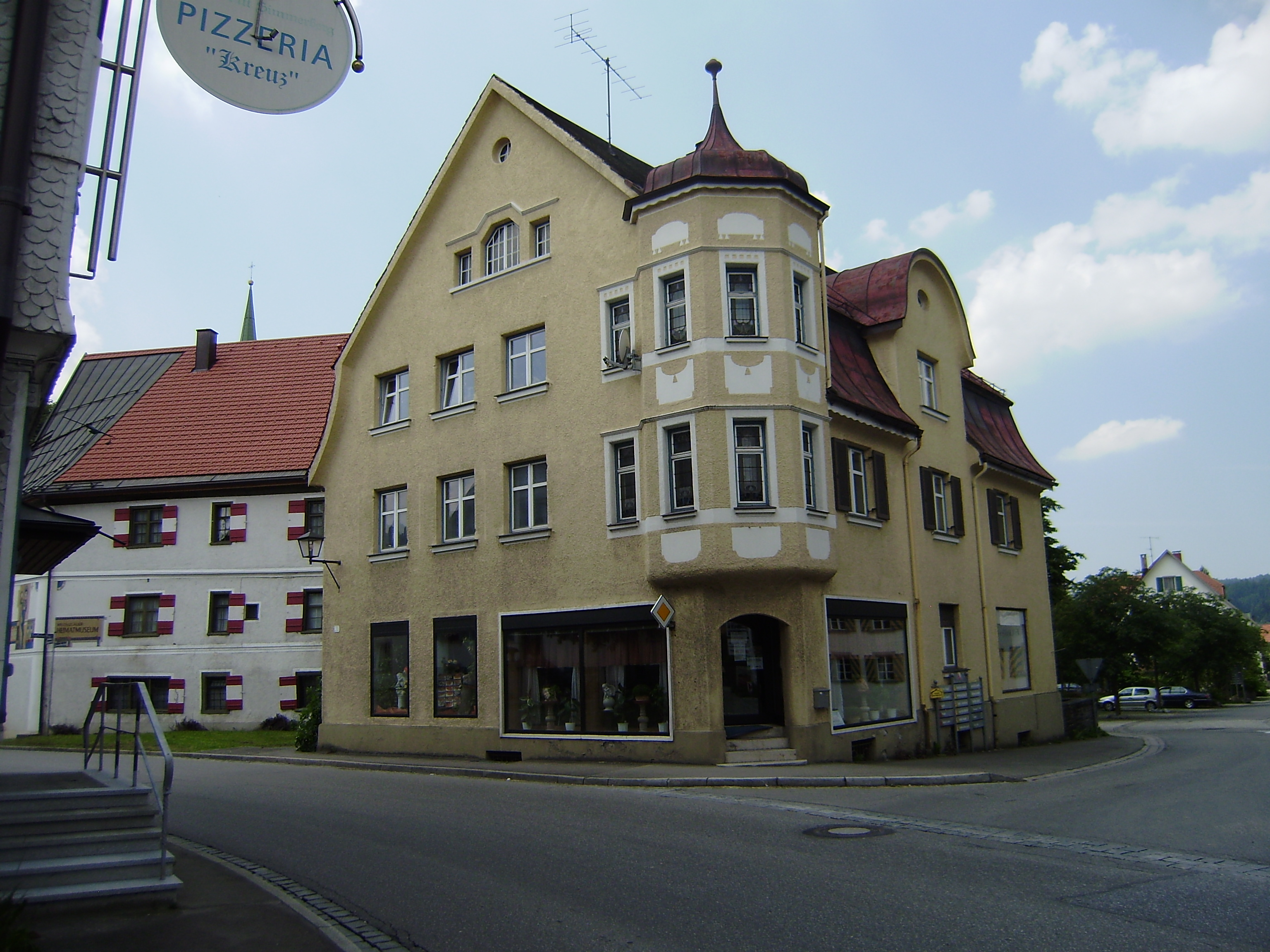
1910 Kaufhaus Eschenlohr
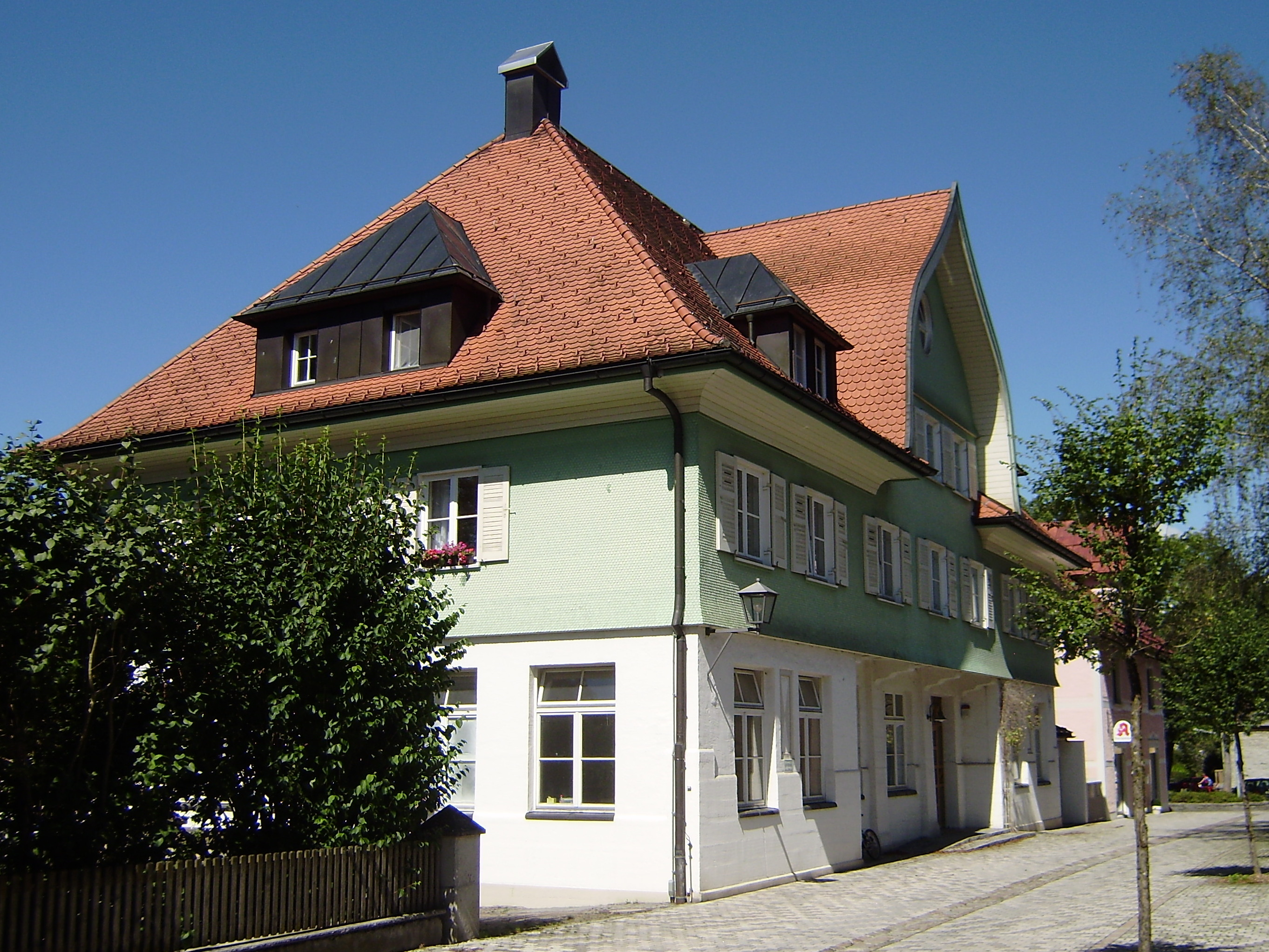
1912 Postamtsgebäude
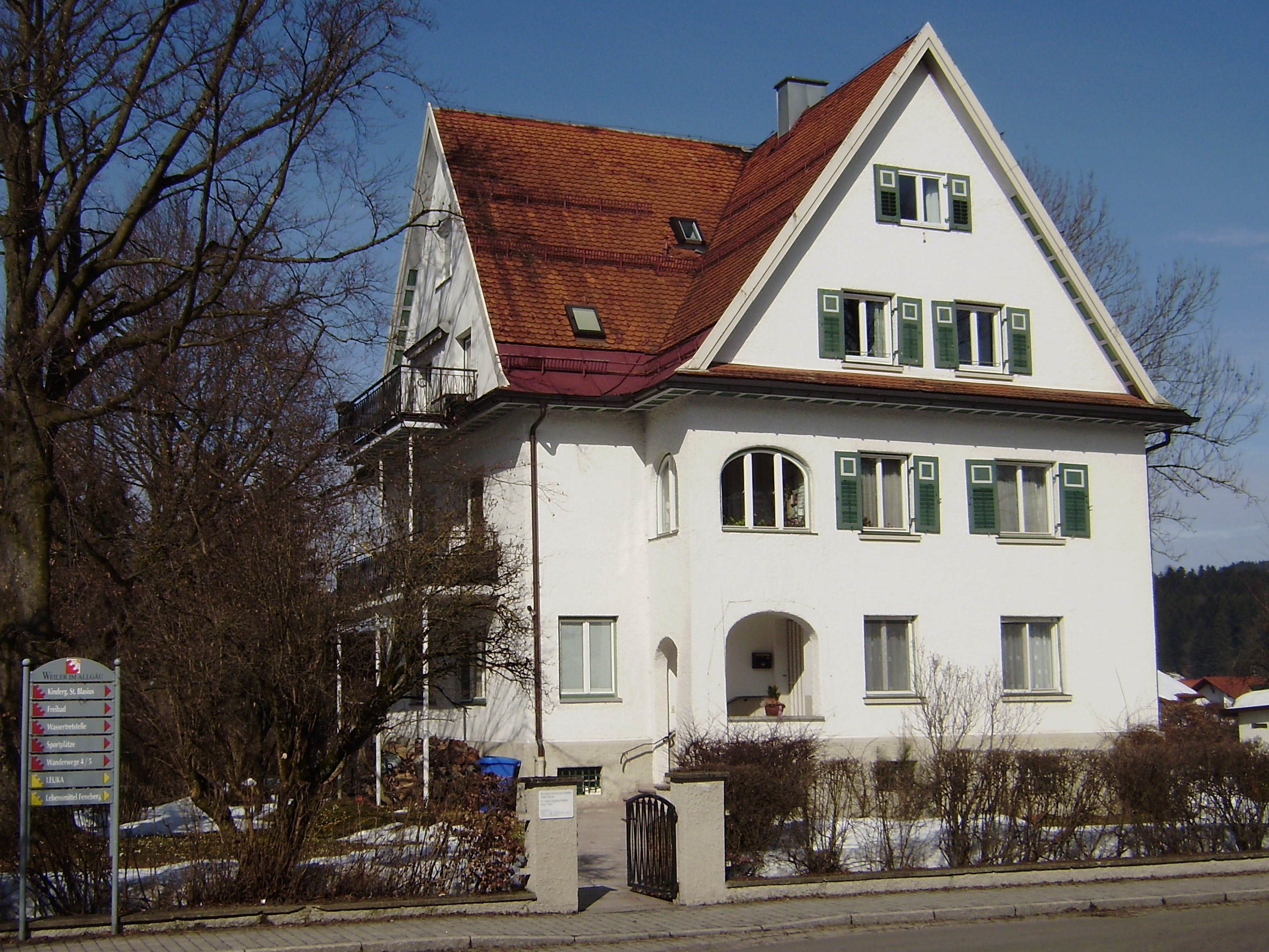
19xx Villa Stromeyer heute Villa Ennemoser

Aus dem Ersten Weltkrieg zurückgekehrt – in dem er als Soldat in den Vogesen und Flandern eingesetzt war – fiel es ihm wie auch anderen Unternehmen in der Zeit der Hochinflation schwer, an die Vorkriegserfolge im Bereich des privaten Bauens anzuknüpfen. Öffentliche Schlüsselaufträge waren damals der Umbau der ehemaligen Brauerei und Gastwirtschaft „Zum Hirschen“ in das erste Rathaus (1920) sowie der Umbau des bald danach von der Gemeinde erworbenen kaiserlich österreichischen Amtshauses und späteren Gasthofes „Zum Lamm“ in das neue Rathaus (1922–1923). Es folgte die außen traditionelle und innen moderne Architektur der Gedächtniskapelle für die Gefallenen des Ersten Weltkrieges und die neu gestalteten Aufgänge zu Kirche und Kapelle. Die äußere Renovierung des Kornhauses schloss sich an, dann der Abriss und Neubau von zwei der drei Hauptbrücken über den Hausbach. 1929/1930 durfte Bufler mit der Lehrsennerei eines seiner imposantesten Gebäude errichten, das Minister Anton Fehr in seiner Eröffnungsrede zu der Äußerung veranlasste: Die schönste und vollkommenste Sennerei ist in Weiler ....

Bauten in den 1920er und 1930er Jahren
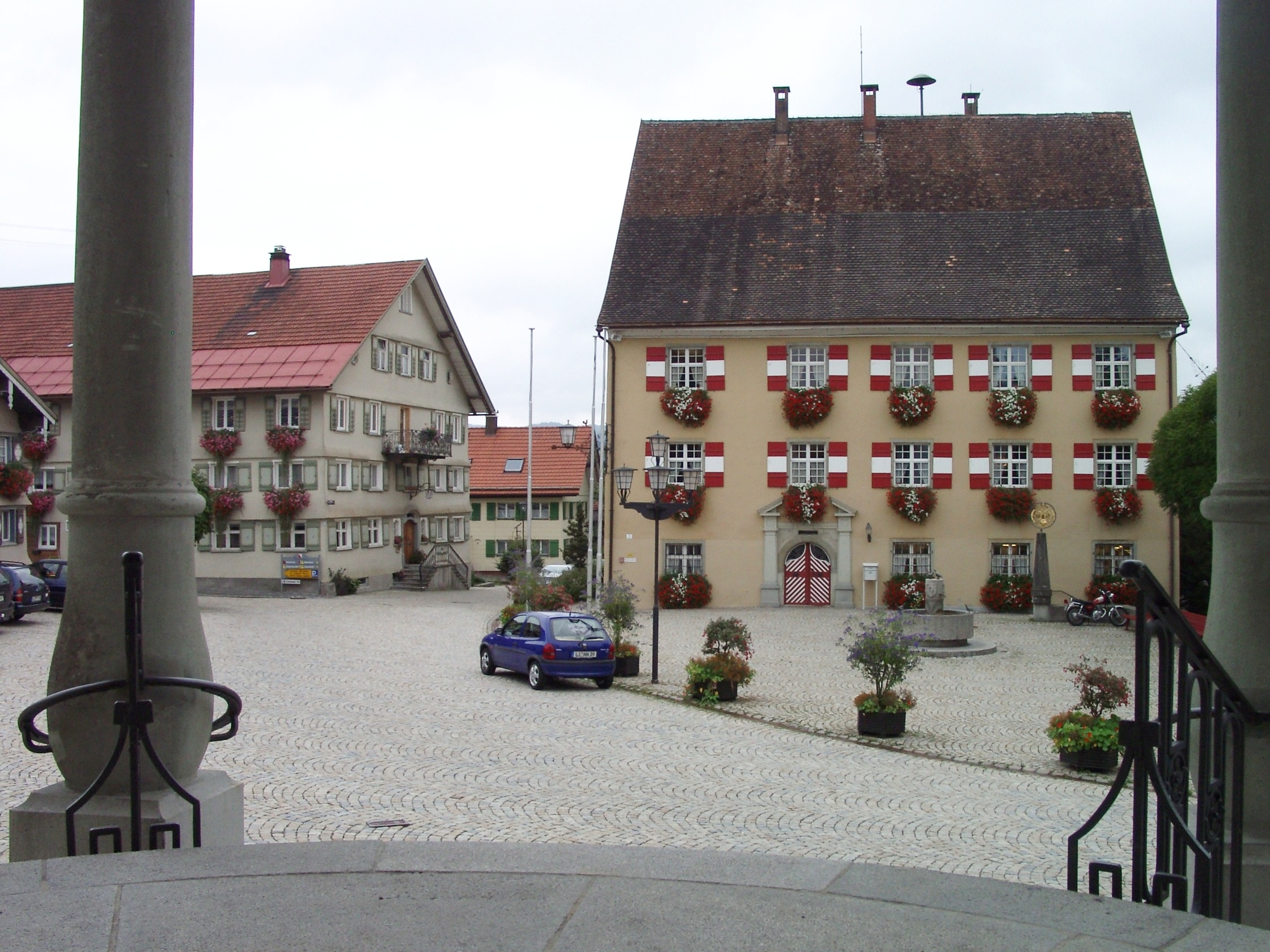
1922–1923 Rathaus, Umbau des ehemaligen kaiserlich österreichischen Amtshauses
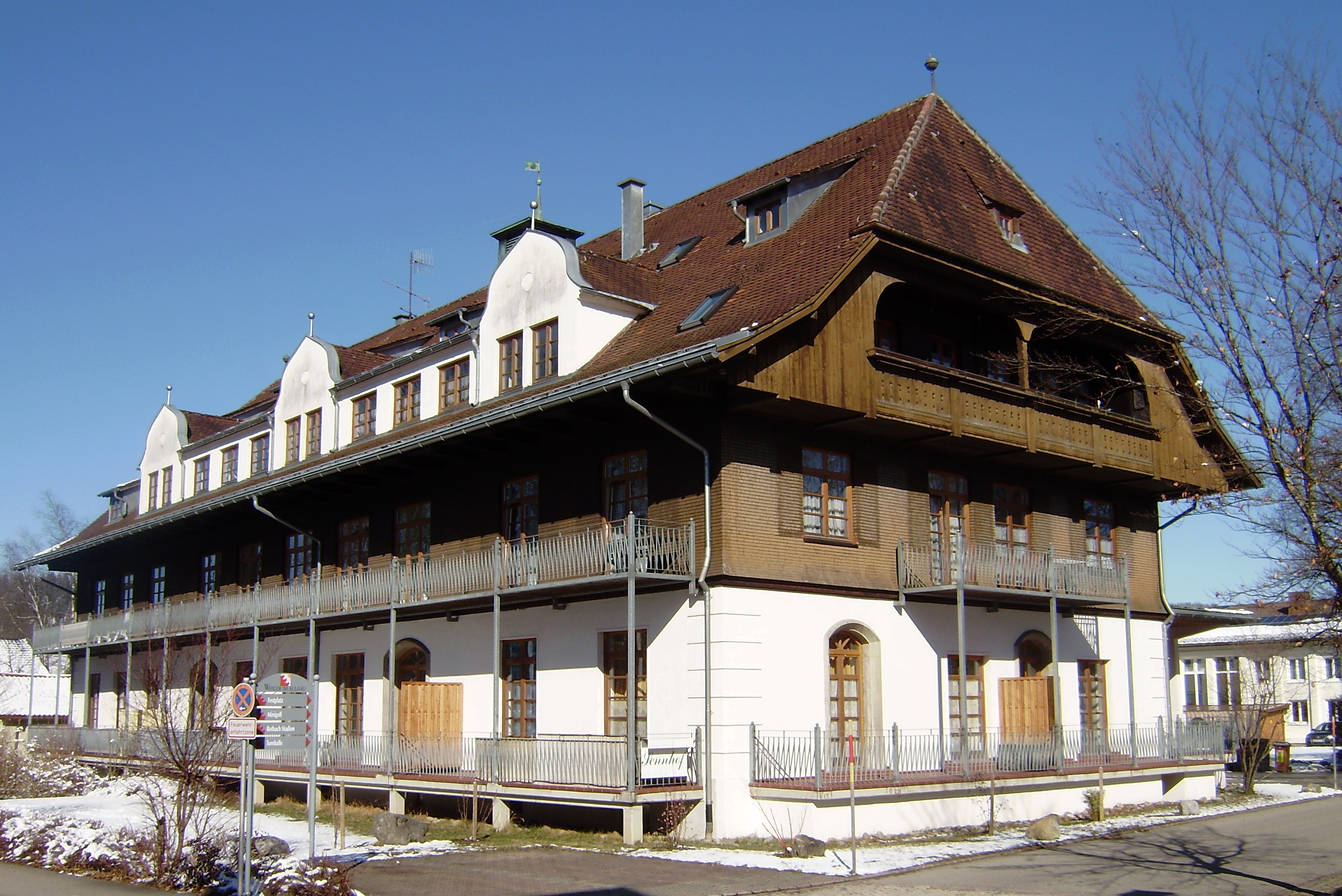
1929/1930 Sennhof Schulgebäude der Lehr- und Versuchsanstalt für Emmentalkäserei
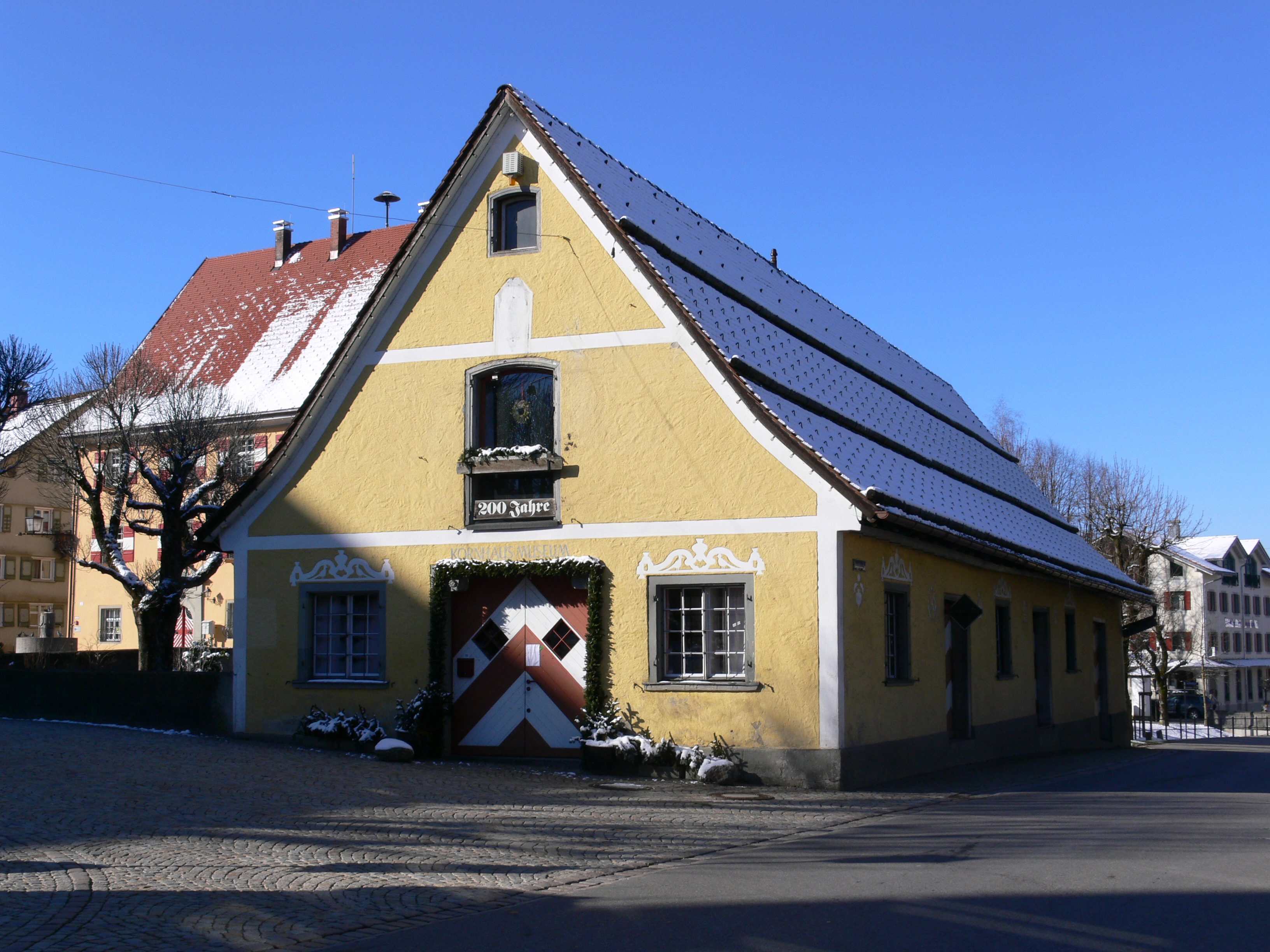
1930er Jahre Kornhaus, Renovierung
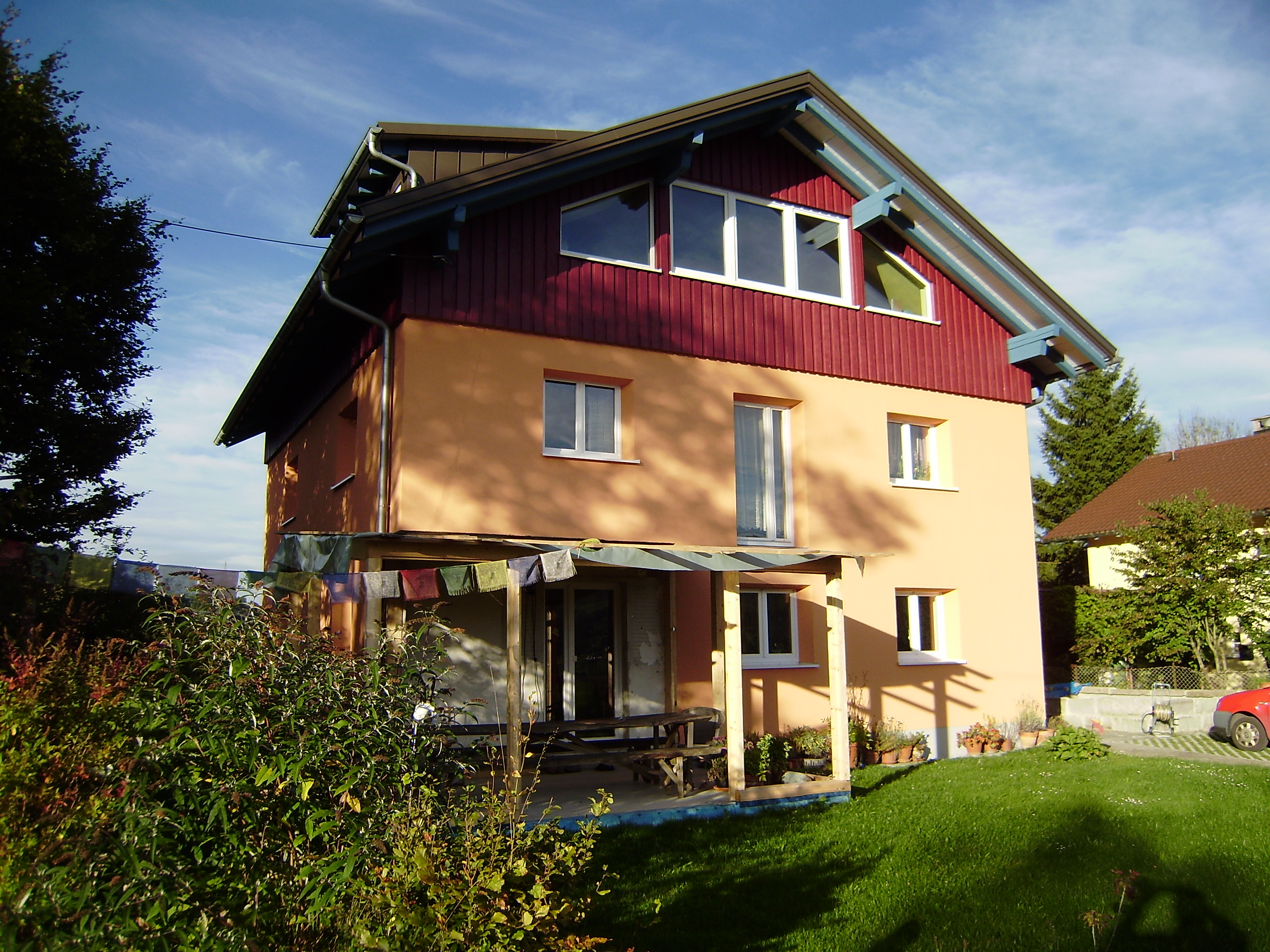
1930er Jahre Wohnhäuser für Zollbedienstete in Neuhaus
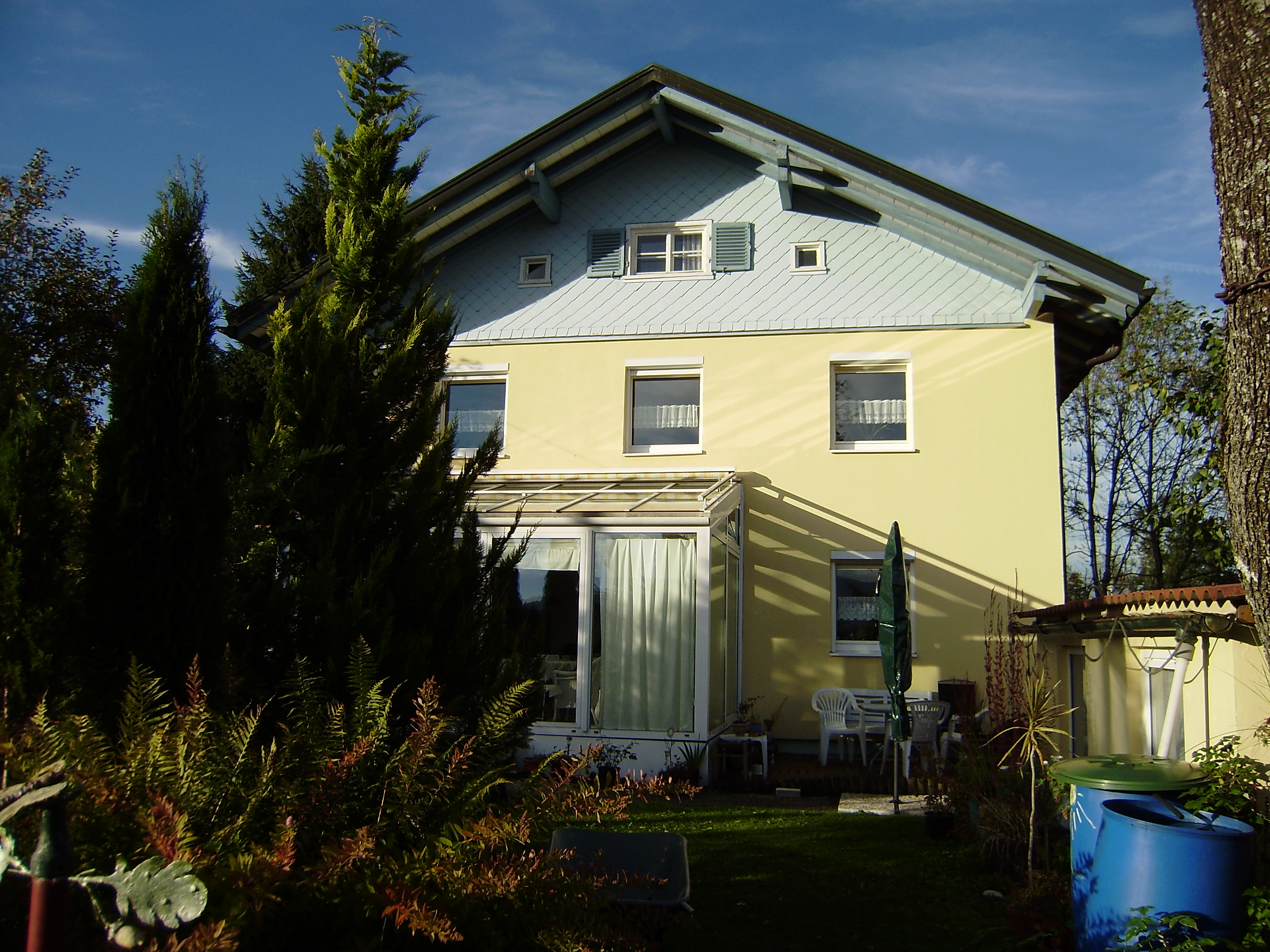
1930er Jahre Wohnhäuser für Zollbedienstete in Neuhaus
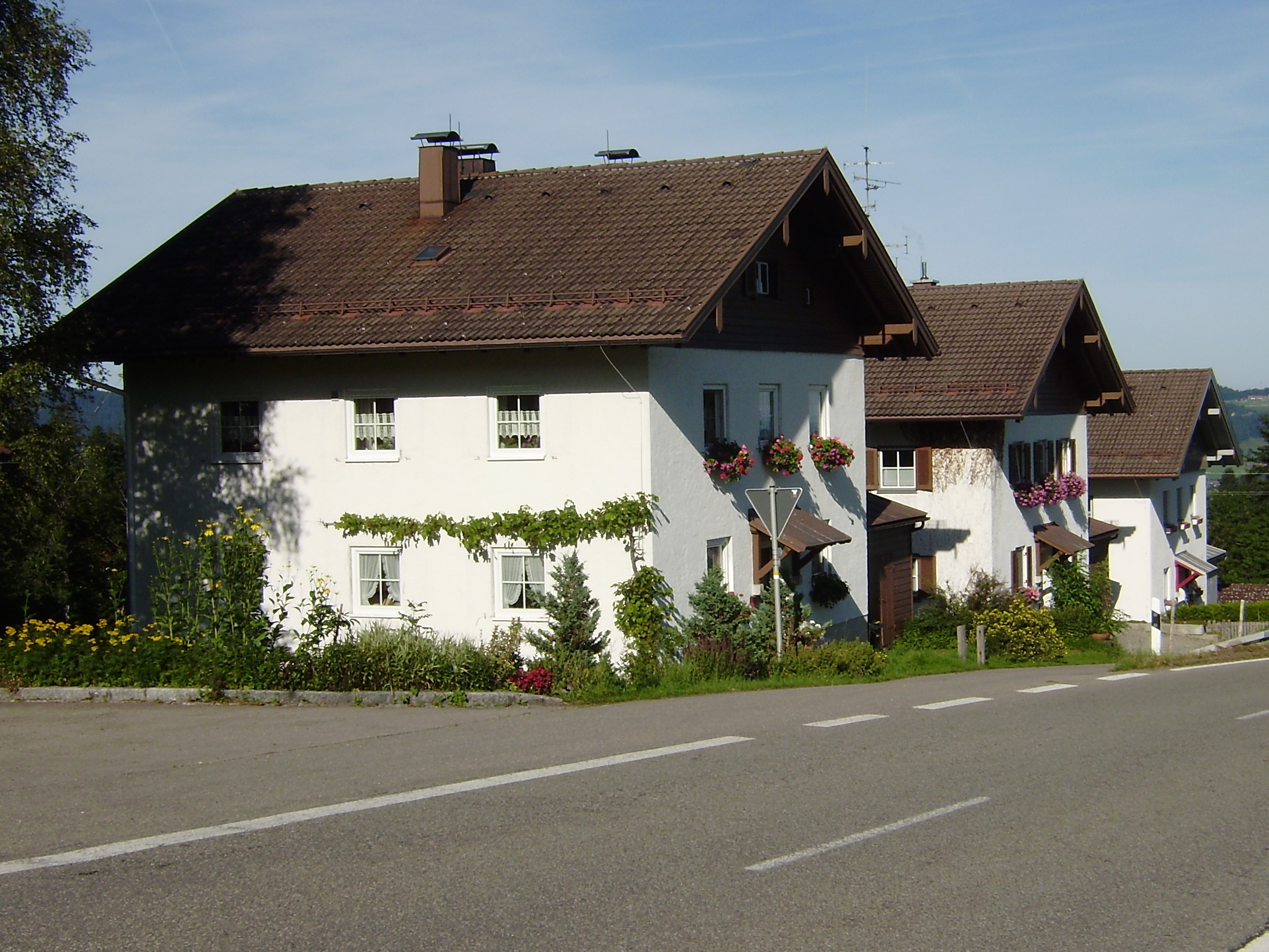
1935 Zollpersonalhäuser in Hinterschweinshöf

Der Verlust seines Sohnes Rudolf, der das Baugeschäft in Weiler übernehmen sollte, jedoch 1946 im Kriegsgefangenenlager Brest-Litowsk in Weißrussland starb, traf Georg Bufler hart. Er bekam gesundheitliche Schwierigkeiten, eine Beinamputation drohte. Bufler starb 1950 im 73. Lebensjahr.

## Familie
1. Josef Bufler (1835–1904), Maurermeister und Unternehmensgründer 
1⚭ Balbina Schwärzler aus Röthenbach
2⚭ Rosina Heim aus Bechlingen bei Krumbach
9 Kinder, davon 2 in Bauberufen
  1. Christian Bufler, aus erster Ehe mit Balbina Schwärzler, übernahm 1898 in Immenstadt im Oberallgäu ein Baugeschäft, 
⚭ Frieda Lau
4 Töchter und ein Sohn (Karl), der das Geschäft weiterführen sollte, aber im Zweiten Weltkrieg fiel[2]
  2. Georg Bufler (1878–1950), aus zweiter Ehe mit Rosina Heim, 
⚭ 1904 Sophie Schuster
3 Söhne, die das Erwachsenenalter erreichten
    1. Burkard Bufler (* 1906), zuletzt Referatsleiter für Bundesbauten bei der Oberfinanzdirektion in Freiburg im Breisgau
    2. Rudolf Bufler (* 1906; † 1946),
    3. Albrecht Bufler († 1991), zuletzt Ministerialrat bei der obersten Baubehörde im bayerischen Innenministerium in München.[1]S. 49, 50, 54

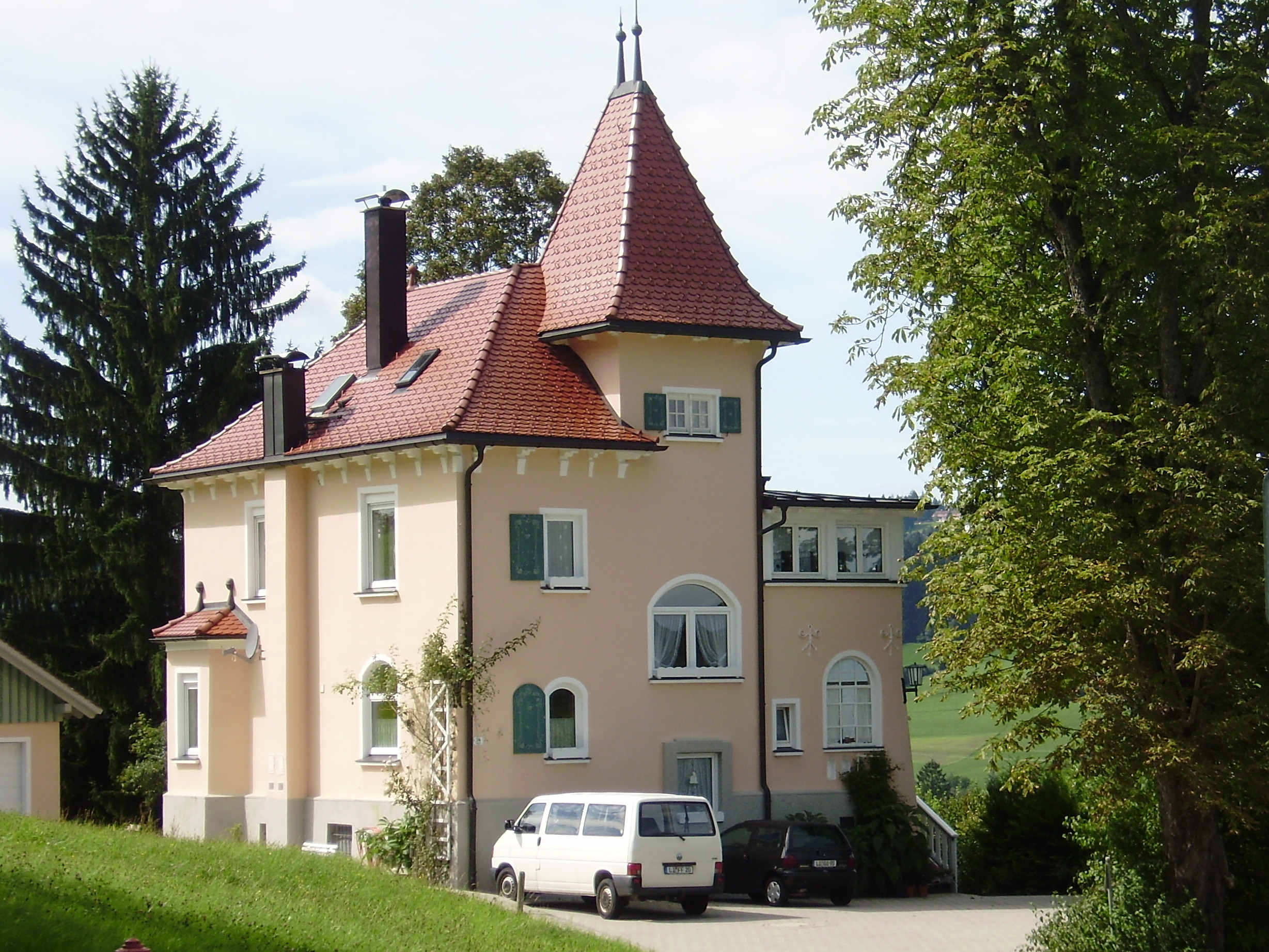
1903 Villa am Sandbühl, Altersruhesitz Josef Buflers

### Josef Bufler
Georg Buflers Vater, der Maurermeister Josef Bufler (1835–1904) hatte sich 1864 als etwa 29-jähriger in der Bregenzer Straße in Weiler ein Wohn- und Geschäftshaus mit Werkstatt und Lagerräumen errichtet. Sein Bauunternehmen hatte im Rothachtal und seiner Umgebung einen sehr guten Ruf. Bufler nutzte modern anmutende Methoden zur Kostensenkung. So hielt er ganzjährig nur einen kleinen Personalstamm, der in den strengen Wintern ohne Bautätigkeit das Werkzeug, Maschinen, Gerüst- und Schalmaterial aufarbeitete und Betonformteile im Jugendstil für die kommende Saison herstellte. In der Bauperiode wuchs der Betrieb mit über 50 italienischen Gastarbeitern (Maurer und Tagelöhner) überwiegend aus der Gegend um Udine (Friaul) enorm an. Auf einen eigenen Fuhrpark verzichtete Bufler ganz und vergab dafür in großer Zahl Aufträge zum Transport für Steine, Zement, Eisen und anderes Baumaterial an den ortsansässigen Fuhrunternehmer Anton Gruber. 1902–1903 baute sich Josef Bufler mit einer Villa am Sandbühl seinen Altersruhesitz, den er aber nur noch ein Jahr genießen konnte.S. 49, 50, 54

### Christian Bufler
Georg Buflers älterer Bruder Christian (aus der ersten Ehe seines Vaters) übernahm 1898 in Immenstadt im Oberallgäu ein Bauunternehmen und war als Baumeister jugendstilorientierter Villen, Hotelbauten und bei Kirchenumbauten ebenfalls erfolgreich und das auch im Umkreis von Weiler im Allgäu (siehe Villa des Käsegroßhändlers Johann Baptist Wachter in Ellhofen).

## Werke Georg Buflers
Georg Bufler errichtete in Weiler und der näheren Umgebung zahlreiche Wohn- und Geschäftshäuser, öffentliche Gebäude, eine Lehrsennerei, sanierte Kirchengebäude und prägte das Baugeschehen vor Ort.S. 535, 683
Insbesondere seine Werke vor dem Ersten Weltkrieg kann man der zeittypischen Reformarchitektur mit Anklängen an Neobarock und Jugendstil zuordnen.

„Bufler übernahm früh Jugendstilelemente, blieb aber in seinen Formen den örtlichen Bautraditionen und dem Heimatstil der Jahrhundertwende verpflichtet.“

In seinen Entwürfen bemüht sich Bufler um einen abgerundeten Gesamteindruck. So beschränkte er sich nicht auf die äußere Architektur mit Grundkonstruktion, Dach und Fassade, sondern gestaltete auch wesentliche Teile der Innenräume bis zu Details wie Vasen, Schmuckornamente usw. Seine Gebäude zeigen auch keinen durchgehenden reinen Jugendstil. So nahm er für seine auffallenden geschwungenen Haupt- und Quergiebel gerne Anleihen aus dem Neubarock.
- 1902: Kaufhaus Heim, Fridolin-Holzer-Straße 13, später Pflanzenkundliche Schausammlung Prof. Karl Hummel
- 1903–1904: Villa Nicolò Inama, Bahnhofstraße 14, später Café Bader, Villa Galen, Villa Lessing
- 1904: Salettl, Georg Bufler errichtete für das Hotel Post auf der ostseitigen Grünfläche das Salettl (einen langgestreckten Gartenpavillon) mit zwei Pagodendächern, eine kleine Sehenswürdigkeit, die dem aufkommenden Fremdenverkehr Rechnung trug und erst beim Umbau des Hotel-Gasthofes 1926 wieder verschwand.[5]
- 1904/1905: Hotel Post, Fridolin-Holzer-Straße 4, für Jakob Huber Abbruch des Seitenflügels in der Bahnhofstraße, Aufsetzen eines weiteren Stockwerks mit neuem flacheren Dachstuhl und Angleichen der Fassade in harmonischem Jugendstil an den Gesamtkomplex
- 1907: Strohhutfabrik Milz und Karg, Jakob-Lang-Straße 2, später Binder-Rist Strickwarenfabrik und Ärztepraxis
- 1908: Bubenhaus, bauliche Erweiterung der Knabenschule (Gebäude besteht nicht mehr)
- 1909: Geschäftshaus Baldauf, Bahnhofstraße 9, später Raiffeisenkasse, Foto Hill, Foto Wiest, Postapotheke
- 1909: Geschäftshaus Stadelmann, Bahnhofstraße 10, später Hörmann, Feinkost Betzler, Getränkemarkt Männer
- 1910: Zahnatelier Josef Herz, Bahnhofstraße 6, später Drogerie und Textilgeschäft S. Sinds, Reisebüro, im Anbau Bahnhofstraße 8 die frühere Post-Apotheke
- 19xx: Direktorenhaus der Segeltuch-, Leinen- und Baumwollweberei L. Stromeyer, Kristinusstraße 11 (19xx), später Wohnhaus Ennemoser mit Arztpraxis im Erdgeschoss
- 1910: Haus Eschenlohr, Fridolin-Holzer-Straße 1, später Schuhhaus Netzer, Milchbar Vogler, Ausstellungsgeschäft Faller, Sportgeschäft Pult, Nagelstudio
- 1912: Postamtsgebäude, Bahnhofstraße 7, später Wohnhaus
- 1912 Alter Kindergarten, Stromeyerstraße 23, später Haus Albinger
- 1912 Turnhalle , Stromeyerstraße 25, später evangelische Kreuzkirche
- 1920: Zum Hirschen, Hauptstraße 14, Umbau der Brauerei zum ersten Rathaus, später Verkehrsamt und Dokumentationszentrum des Landkreises Lindau für Heimatgeschichte
- 1922–1923: Kaiserlich Österreichisches Amtshaus und späterer Gasthof „Zum Lamm“, Umbau zu neuem Rathaus
- 1922: Krieger-Gedächtniskapelle an der nordwestlichen Eingangsseite der Pfarrkirche St. Blasius gilt als gelungenes städtebauliches Werk (Gutachten von Theodor Fischer)
- 1926 Brauereigasthof Post Fridolin-Holzer-Straße 4, für Anton Zinth Umbau des Gasthofs unter Mitnutzung der alten Mälzerei und Posthalterei
- 1927: Aufgang zum Kirchenportal und zur Krieger-Gedächtniskapelle mit geschwungener Freitreppe aus Granit
- 1929–1930: Sennhof, Lehrsennerei ()
- 1934: Renovierung der 1628 erbauten Sebastianskapelle
- 193x: Kornhaus, äußere Renovierung
- 193x: Hausbachbrücke am Kornhaus, Abriss und Neubau
- 193x: Hausbachbrücke am früheren „Gasthof Krone“
- 1935: Häuser für Zollbeamte in Schweinhöf
- 193x: Häuser für Zollbeamte in Neuhaus
- 193x: Zolldienst- und Wohngebäude in Weiler
- Kurz vor Kriegsbeginn erhält die Bildsteinstraße Buflersches Gesicht unter anderem mit 
  - 193x: Polizeihaus
  - 193x: Landhaus für Sohn Baumeister Rudolf Bufler
- 193x: Marienbrunnen in der Fridolin-Holzer-Straße, gestiftet von Fridolin Holzer, renoviert 1991
- 193x: Kleiner Pavillon am heutigen Verkehrsamt, Hauptstraße 14
- Entwürfe für Möbel, Ladeneinrichtungen und Grabmäler

## Werke Christian Buflers

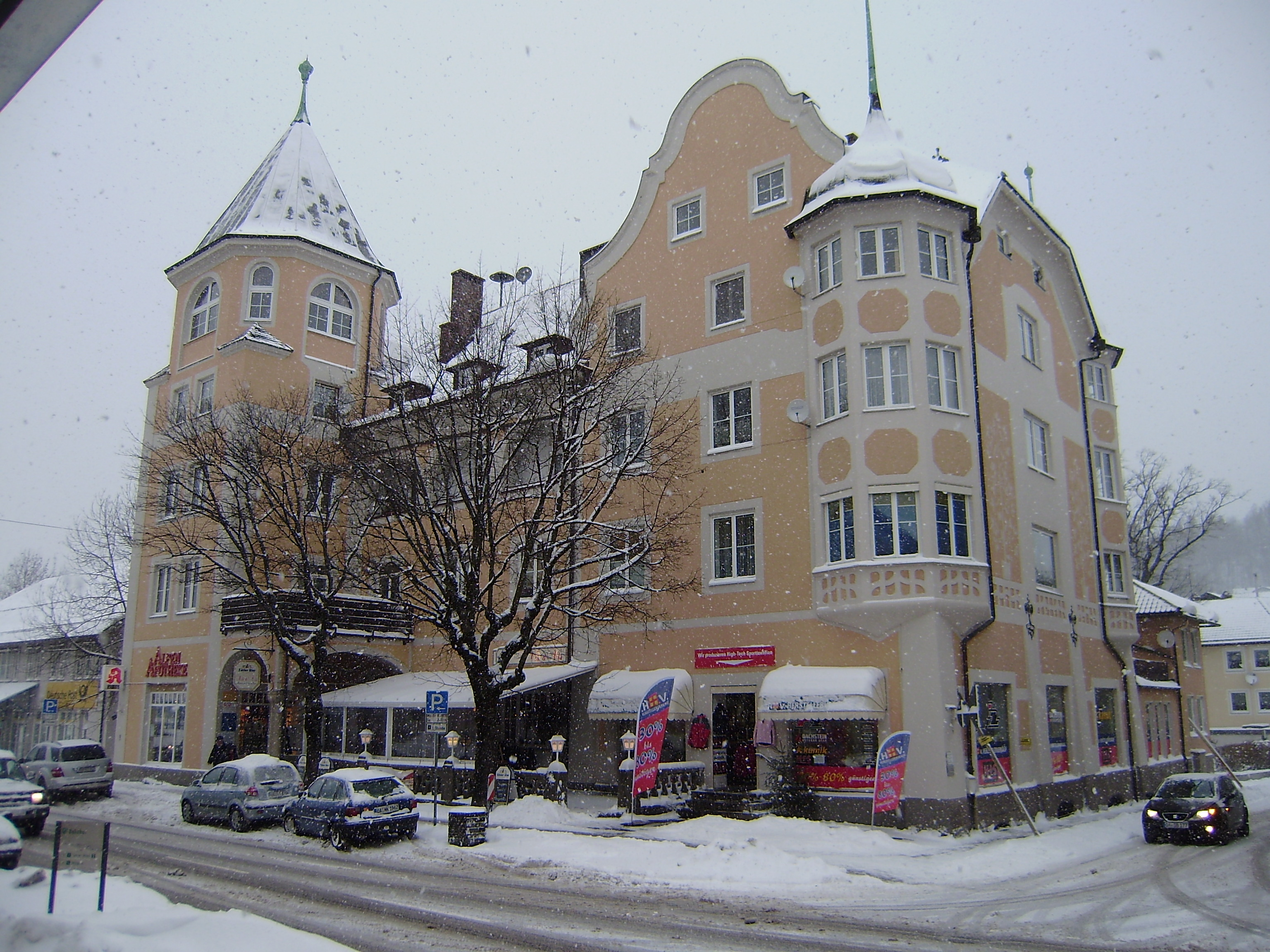
Hotel und Restaurant Bayerischer Hof, Immenstadt, 1903

- 1903 Der Baumeister Christian Bufler aus Immenstadt plante für die Brauerei Salomon Karg in Heimenkirch das Hotel und Restaurant „Bayerischer Hof“ in Immenstadt. Die Literaturquelle spricht von einem streng symmetrischen Bau und erwähnt die Genehmigung auf Seite 411[6]. Der gegenüber dem Bahnhof stehende Bayerische Hof mit seiner eindrucksvollen Außenfassade war seinerzeit die erste Hoteladresse in Immenstadt und wird jedoch seit Jahrzehnten für andere Zwecke (Apotheke, Ärzte, Bistro, Einzelhandel) genutzt.[2]

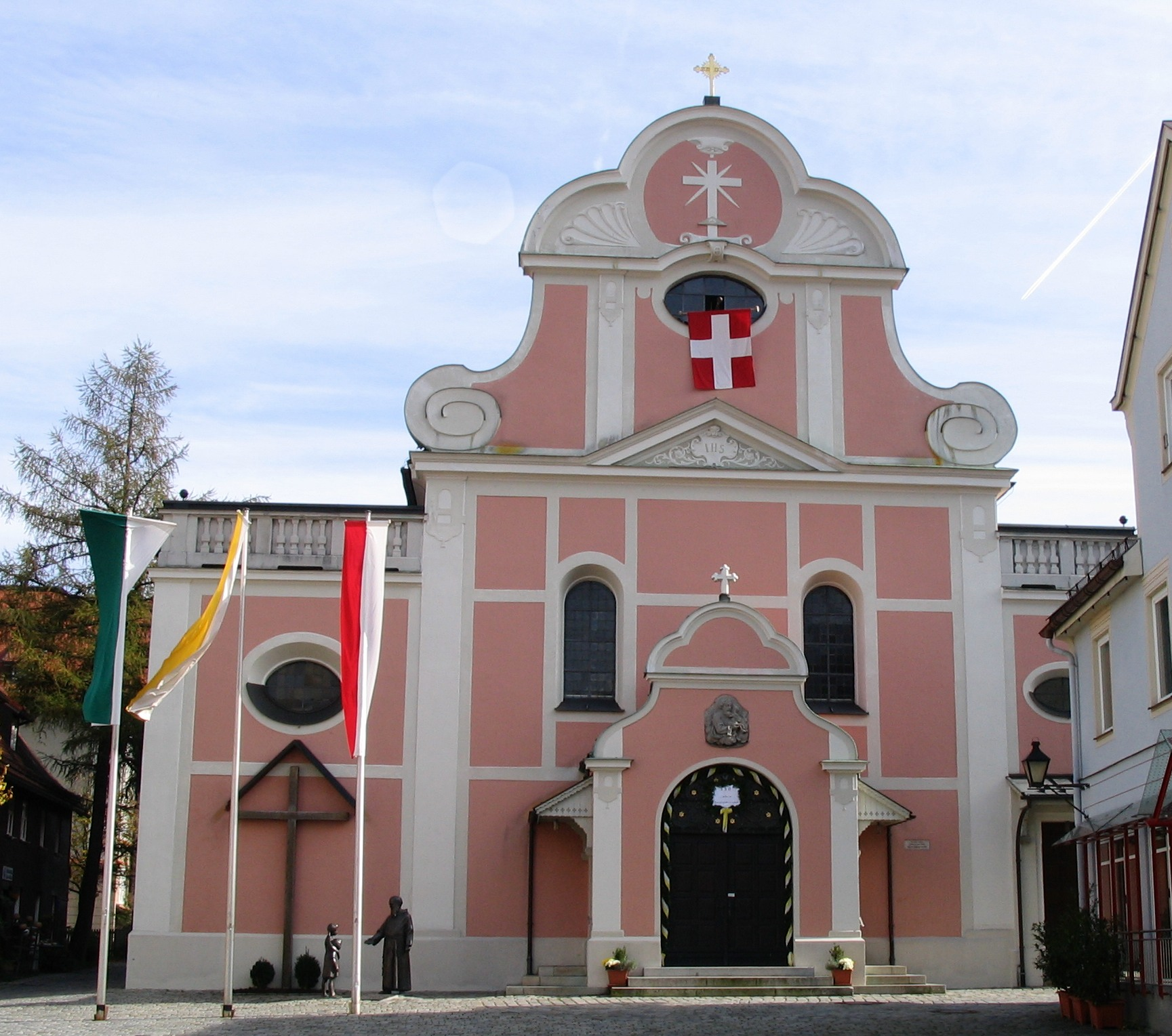
Vergrößerung der Klosterkirche St. Josef, Immenstadt, 1903

- 1903 Klosterkirche St. Josef Immenstadt. Baumeister Christian Bufler plante und überwachte den Umbau (die Erweiterung) der zu klein gewordenen Kirche des Kapuzinerklosters aus den Jahren 1654/1655. Er verlängerte die Kirche um 7,5 m nach Osten und erhöhte die Mauerkrone um 2,5 m. Das Schiff erhielt statt der Täfeldecke ein Holzgewölbe. Die bisher aus dem Schiff nach Norden vorspringende, 1730 gebaute Fidelis-Kapelle wurde bis zur neuen, nach Norden verbreiteten Westwand erweitert und damit ein zum Schiff geöffnetes “Seitenschiff” zu vier kreuzgratgewölbten Jochen geschaffen. An die Stelle des Dachreiters (Glöcklein) trat ein Helmtürmchen.[7]

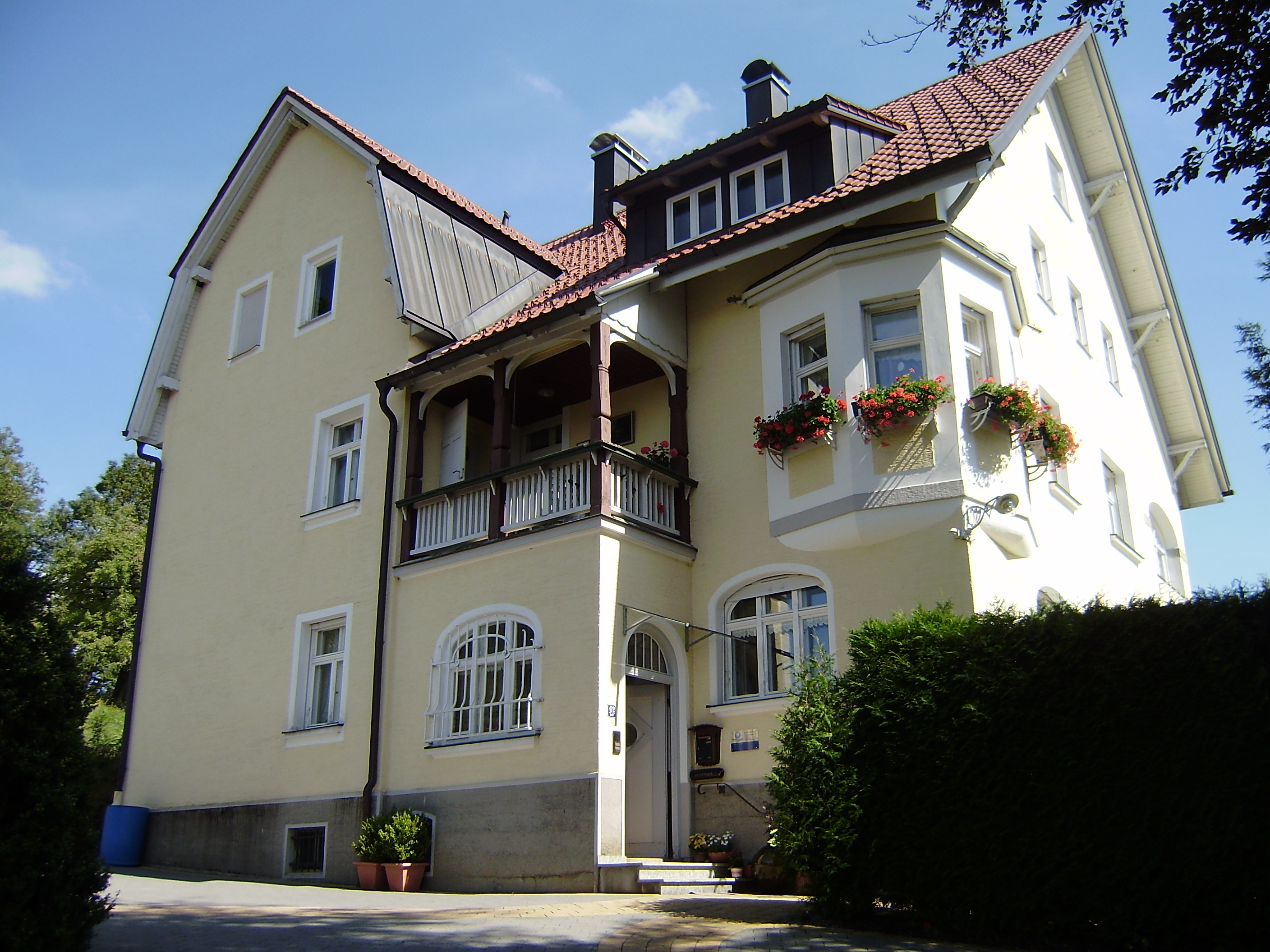
Villa des Käsegroßhändlers Johann Baptist Wachter, Ellhofen, 1908

- 1908[5] oder 1910[1]:Villa Wachter Dorfstraße 65, am Fuß des Straußbergs in Ellhofen, Villa des Käsegroßhändlers Johann Baptist Wachter, später im Besitz der Fam. S. Trenkle. Offene Loggia und Erker im Obergeschoss, aufwendige Fenstergestaltung, Mansardentrakt, zeigt die jugendstiltypische spielerische, etwas üppige Gestaltungsfreude, die die Stellung des Bauherrn hervorheben will.[8][5]